# San Julián de Sales
Sales (también llamada San Julián de Sales y llamada oficialmente San Xián de Sales) es una parroquia española del municipio de Vedra, en la provincia de La Coruña, Galicia.

## Entidades de población
Entidades de población que forman parte de la parroquia:
- Calzande
- Cibrán
- Laraño
- Matelo (O Matelo)
- Paradela
- Quintáns
- Ramonde
- Romarís
- Torre (A Torre)

## Demografía
| Gráfica de evolución demográfica de Sales entre 2000 y 2019 |
|                                                             |
| Datos según el nomenclátor publicado por el INE.            |